# 紅樓夢獎
紅樓夢獎：世界華文長篇小說獎，是香港浸會大學文學院於2005年創立的文學獎，以中國著名古典小說《紅樓夢》命名，表揚全世界的優秀華文長篇小說。獎金來自香港企業家張大朋的贊助。

## 規則
紅樓夢獎每兩年頒發一次，每屆評選對象是前兩年出版的8萬字以上的華文長篇小說。獎分三等：首獎、決審團獎、專家推薦獎（前兩屆名為「入圍推薦獎」）。首獎獎金30萬港幣。上屆首獎得主為次屆決審委員。
第八屆起新增規定，只授予還在世的作家：作者已故的作品不接受提名。首獎作品作者如在頒獎典禮前去世，則改頒榮譽獎，由次高票者遞補首獎。（但在這之前，也未曾授獎給已故作家）

## 历届得主
| 屆次          | 評選時段     | 獎項       | 得主   | 國家／地區 | 作品                       | 決審委員                                         |
| ------------- | ------------ | ---------- | ------ | ---------- | -------------------------- | ------------------------------------------------ |
| 第一屆 2006年 | 2004 〡 2005 | 首獎       | 賈平凹 | 中国大陆   | 《秦腔》                   | 王德威、陳思和、黃子平、聶華苓、劉紹銘、鄭樹森   |
| 第一屆 2006年 | 2004 〡 2005 | 決審團獎   | 董啟章 | 香港       | 《天工開物·栩栩如真》      | 王德威、陳思和、黃子平、聶華苓、劉紹銘、鄭樹森   |
| 第一屆 2006年 | 2004 〡 2005 | 決審團獎   | 陳玉慧 | 臺灣       | 《海神家族》               | 王德威、陳思和、黃子平、聶華苓、劉紹銘、鄭樹森   |
| 第一屆 2006年 | 2004 〡 2005 | 決審團獎   | 劉醒龍 | 中国大陆   | 《聖天門口》               | 王德威、陳思和、黃子平、聶華苓、劉紹銘、鄭樹森   |
| 第一屆 2006年 | 2004 〡 2005 | 入圍推薦獎 | 范穩   | 中国大陆   | 《水乳大地》               | 王德威、陳思和、黃子平、聶華苓、劉紹銘、鄭樹森   |
| 第一屆 2006年 | 2004 〡 2005 | 入圍推薦獎 | 寧肯   | 中国大陆   | 《沉默之門》               | 王德威、陳思和、黃子平、聶華苓、劉紹銘、鄭樹森   |
| 第一屆 2006年 | 2004 〡 2005 | 入圍推薦獎 | 楊志軍 | 中国大陆   | 《藏獒》                   | 王德威、陳思和、黃子平、聶華苓、劉紹銘、鄭樹森   |
| 第二屆 2008年 | 2006 〡 2007 | 首獎       | 莫言   | 中国大陆   | 《生死疲勞》               | 王德威、陳思和、黃子平、聶華苓、司馬中原、賈平凹 |
| 第二屆 2008年 | 2006 〡 2007 | 決審團獎   | 董啟章 | 香港       | 《時間繁史·啞瓷之光》      | 王德威、陳思和、黃子平、聶華苓、司馬中原、賈平凹 |
| 第二屆 2008年 | 2006 〡 2007 | 決審團獎   | 朱天文 | 臺灣       | 《巫言》                   | 王德威、陳思和、黃子平、聶華苓、司馬中原、賈平凹 |
| 第二屆 2008年 | 2006 〡 2007 | 決審團獎   | 王安憶 | 中国大陆   | 《啟蒙時代》               | 王德威、陳思和、黃子平、聶華苓、司馬中原、賈平凹 |
| 第二屆 2008年 | 2006 〡 2007 | 入圍推薦獎 | 張煒   | 中国大陆   | 《刺蝟歌》                 | 王德威、陳思和、黃子平、聶華苓、司馬中原、賈平凹 |
| 第二屆 2008年 | 2006 〡 2007 | 入圍推薦獎 | 鐵凝   | 中国大陆   | 《笨花》                   | 王德威、陳思和、黃子平、聶華苓、司馬中原、賈平凹 |
| 第二屆 2008年 | 2006 〡 2007 | 入圍推薦獎 | 曹乃謙 | 中国大陆   | 《到黑夜想你沒辦法》       | 王德威、陳思和、黃子平、聶華苓、司馬中原、賈平凹 |
| 第三屆 2010年 | 2008 〡 2009 | 首獎       | 駱以軍 | 臺灣       | 《西夏旅館》               | 王德威、陳思和、黃子平、陳義芝、周英雄、莫言     |
| 第三屆 2010年 | 2008 〡 2009 | 決審團獎   | 李永平 | 臺灣       | 《大河盡頭（上卷：溯流）》 | 王德威、陳思和、黃子平、陳義芝、周英雄、莫言     |
| 第三屆 2010年 | 2008 〡 2009 | 決審團獎   | 刁斗   | 中国大陆   | 《我哥刁北年表》           | 王德威、陳思和、黃子平、陳義芝、周英雄、莫言     |
| 第三屆 2010年 | 2008 〡 2009 | 決審團獎   | 畢飛宇 | 中国大陆   | 《推拿》                   | 王德威、陳思和、黃子平、陳義芝、周英雄、莫言     |
| 第三屆 2010年 | 2008 〡 2009 | 專家推薦獎 | 張翎   | 加拿大     | 《金山》                   | 王德威、陳思和、黃子平、陳義芝、周英雄、莫言     |
| 第三屆 2010年 | 2008 〡 2009 | 專家推薦獎 | 韓麗珠 | 香港       | 《灰花》                   | 王德威、陳思和、黃子平、陳義芝、周英雄、莫言     |
| 第四屆 2012年 | 2010 〡 2011 | 首獎       | 王安憶 | 中国大陆   | 《天香》                   | 鍾玲、陳思和、黃子平、陳義芝、白睿文、駱以軍     |
| 第四屆 2012年 | 2010 〡 2011 | 決審團獎   | 賈平凹 | 中国大陆   | 《古爐》                   | 鍾玲、陳思和、黃子平、陳義芝、白睿文、駱以軍     |
| 第四屆 2012年 | 2010 〡 2011 | 決審團獎   | 閻連科 | 中国大陆   | 《四書》                   | 鍾玲、陳思和、黃子平、陳義芝、白睿文、駱以軍     |
| 第四屆 2012年 | 2010 〡 2011 | 決審團獎   | 格非   | 中国大陆   | 《春盡江南》               | 鍾玲、陳思和、黃子平、陳義芝、白睿文、駱以軍     |
| 第四屆 2012年 | 2010 〡 2011 | 專家推薦獎 | 黎紫書 | 马来西亚   | 《告別的年代》             | 鍾玲、陳思和、黃子平、陳義芝、白睿文、駱以軍     |
| 第四屆 2012年 | 2010 〡 2011 | 專家推薦獎 | 嚴歌苓 | 美国       | 《陸犯焉識》               | 鍾玲、陳思和、黃子平、陳義芝、白睿文、駱以軍     |
| 第五屆 2014年 | 2012 〡 2013 | 首獎       | 黃碧雲 | 香港       | 《烈佬傳》                 | 鍾玲、陳思和、黃子平、陳義芝、白睿文、王安憶     |
| 第五屆 2014年 | 2012 〡 2013 | 決審團獎   | 閻連科 | 中国大陆   | 《炸裂志》                 | 鍾玲、陳思和、黃子平、陳義芝、白睿文、王安憶     |
| 第五屆 2014年 | 2012 〡 2013 | 決審團獎   | 蘇童   | 中国大陆   | 《黃雀記》                 | 鍾玲、陳思和、黃子平、陳義芝、白睿文、王安憶     |
| 第五屆 2014年 | 2012 〡 2013 | 專家推薦獎 | 韓少功 | 中国大陆   | 《日夜書》                 | 鍾玲、陳思和、黃子平、陳義芝、白睿文、王安憶     |
| 第五屆 2014年 | 2012 〡 2013 | 專家推薦獎 | 劉震雲 | 中国大陆   | 《我不是潘金蓮》           | 鍾玲、陳思和、黃子平、陳義芝、白睿文、王安憶     |
| 第五屆 2014年 | 2012 〡 2013 | 專家推薦獎 | 葉廣芩 | 中国大陆   | 《狀元媒》                 | 鍾玲、陳思和、黃子平、陳義芝、白睿文、王安憶     |
| 第六屆 2016年 | 2014 〡 2015 | 首獎       | 閻連科 | 中国大陆   | 《日熄》                   | 鍾玲、陳思和、黃子平、陳義芝、白睿文、黃碧雲     |
| 第六屆 2016年 | 2014 〡 2015 | 決審團獎   | 甘耀明 | 臺灣       | 《邦查女孩》               | 鍾玲、陳思和、黃子平、陳義芝、白睿文、黃碧雲     |
| 第六屆 2016年 | 2014 〡 2015 | 決審團獎   | 徐則臣 | 中国大陆   | 《耶路撒冷》               | 鍾玲、陳思和、黃子平、陳義芝、白睿文、黃碧雲     |
| 第六屆 2016年 | 2014 〡 2015 | 專家推薦獎 | 吳明益 | 臺灣       | 《單車失竊記》             | 鍾玲、陳思和、黃子平、陳義芝、白睿文、黃碧雲     |
| 第六屆 2016年 | 2014 〡 2015 | 專家推薦獎 | 陳冠中 | 香港       | 《建豐二年：新中國烏有史》 | 鍾玲、陳思和、黃子平、陳義芝、白睿文、黃碧雲     |
| 第六屆 2016年 | 2014 〡 2015 | 專家推薦獎 | 遲子建 | 中国大陆   | 《群山之巔》               | 鍾玲、陳思和、黃子平、陳義芝、白睿文、黃碧雲     |
| 第七屆 2018年 | 2016 〡 2017 | 首獎       | 劉慶   | 中国大陆   | 《唇典》                   | 鍾玲、陳思和、黃子平、陳義芝、白睿文、閻連科     |
| 第七屆 2018年 | 2016 〡 2017 | 決審團獎   | 連明偉 | 臺灣       | 《青蚨子》                 | 鍾玲、陳思和、黃子平、陳義芝、白睿文、閻連科     |
| 第七屆 2018年 | 2016 〡 2017 | 決審團獎   | 格非   | 中国大陆   | 《望春風》                 | 鍾玲、陳思和、黃子平、陳義芝、白睿文、閻連科     |
| 第七屆 2018年 | 2016 〡 2017 | 專家推薦獎 | 劉震雲 | 中国大陆   | 《吃瓜時代的兒女們》       | 鍾玲、陳思和、黃子平、陳義芝、白睿文、閻連科     |
| 第七屆 2018年 | 2016 〡 2017 | 專家推薦獎 | 王定國 | 臺灣       | 《昨日雨水》               | 鍾玲、陳思和、黃子平、陳義芝、白睿文、閻連科     |
| 第七屆 2018年 | 2016 〡 2017 | 專家推薦獎 | 張翎   | 加拿大     | 《勞燕》                   | 鍾玲、陳思和、黃子平、陳義芝、白睿文、閻連科     |
| 第八屆 2020年 | 2018 〡 2019 | 首獎       | 張貴興 | 臺灣       | 《野豬渡河》               | 鍾玲、陳思和、黃子平、陳義芝、羅鵬、劉慶         |
| 第八屆 2020年 | 2018 〡 2019 | 決審團獎   | 阿來   | 中国大陆   | 《雲中記》                 | 鍾玲、陳思和、黃子平、陳義芝、羅鵬、劉慶         |
| 第八屆 2020年 | 2018 〡 2019 | 決審團獎   | 董啟章 | 香港       | 《愛妻》                   | 鍾玲、陳思和、黃子平、陳義芝、羅鵬、劉慶         |
| 第八屆 2020年 | 2018 〡 2019 | 決審團獎   | 駱以軍 | 臺灣       | 《匡超人》                 | 鍾玲、陳思和、黃子平、陳義芝、羅鵬、劉慶         |
| 第八屆 2020年 | 2018 〡 2019 | 專家推薦獎 | 西西   | 香港       | 《織巢》                   | 鍾玲、陳思和、黃子平、陳義芝、羅鵬、劉慶         |
| 第八屆 2020年 | 2018 〡 2019 | 專家推薦獎 | 胡晴舫 | 臺灣       | 《群島》                   | 鍾玲、陳思和、黃子平、陳義芝、羅鵬、劉慶         |
| 第九屆 2022年 | 2020 〡 2021 | 首獎       | 甘耀明 | 臺灣       | 《成為真正的人》           | 鍾玲、陳思和、黃子平、陳義芝、羅鵬、張貴興       |
| 第九屆 2022年 | 2020 〡 2021 | 決審團獎   | 董啟章 | 香港       | 《後人間喜劇》             | 鍾玲、陳思和、黃子平、陳義芝、羅鵬、張貴興       |
| 第九屆 2022年 | 2020 〡 2021 | 決審團獎   | 陳冠中 | 香港       | 《北京零公里》             | 鍾玲、陳思和、黃子平、陳義芝、羅鵬、張貴興       |
| 第九屆 2022年 | 2020 〡 2021 | 決審團獎   | 閻連科 | 中国大陆   | 《中國故事》               | 鍾玲、陳思和、黃子平、陳義芝、羅鵬、張貴興       |
| 第九屆 2022年 | 2020 〡 2021 | 專家推薦獎 | 閻連科 | 中国大陆   | 《心經》                   | 鍾玲、陳思和、黃子平、陳義芝、羅鵬、張貴興       |
| 第九屆 2022年 | 2020 〡 2021 | 專家推薦獎 | 陳耀昌 | 臺灣       | 《島之曦》                 | 鍾玲、陳思和、黃子平、陳義芝、羅鵬、張貴興       |
| 第十屆 2024年 | 2022 〡 2023 | 首獎       | 葛亮   | 香港       | 《燕食記》                 | 顏純鈎、王堯、黃子平、須文蔚、羅鵬、甘耀明       |
| 第十屆 2024年 | 2022 〡 2023 | 決審團獎   | 顧玉玲 | 臺灣       | 《餘地》                   | 顏純鈎、王堯、黃子平、須文蔚、羅鵬、甘耀明       |
| 第十屆 2024年 | 2022 〡 2023 | 決審團獎   | 林白   | 中国大陆   | 《北流》                   | 顏純鈎、王堯、黃子平、須文蔚、羅鵬、甘耀明       |
| 第十屆 2024年 | 2022 〡 2023 | 專家推薦獎 | 閻連科 | 中国大陆   | 《聊齋本紀》               | 顏純鈎、王堯、黃子平、須文蔚、羅鵬、甘耀明       |
| 第十屆 2024年 | 2022 〡 2023 | 專家推薦獎 | 鍾文音 | 臺灣       | 《木淚》                   | 顏純鈎、王堯、黃子平、須文蔚、羅鵬、甘耀明       |
| 第十屆 2024年 | 2022 〡 2023 | 專家推薦獎 | 喬葉   | 中国大陆   | 《寶水》                   | 顏純鈎、王堯、黃子平、須文蔚、羅鵬、甘耀明       |

## 統計
至第十屆止：
- 共有46位作家、62部長篇小說入圍。10位作家、10部作品獲得首獎。
- 閻連科曾五度入圍，董啟章曾四度入圍，賈平凹、王安憶、張翎、格非、劉震雲、駱以軍、甘耀明、陳冠中8位作家曾兩度入圍，其中賈平凹、王安憶、閻連科、駱以軍、甘耀明曾獲一次首獎。
- 閻連科曾在第九屆一人入圍兩部作品，但均未獲該屆首獎。
- 46位入圍作家中有17位女作家，約占三分之一強。10位首獎得主中則有2位女作家。
- 入圍的中國大陸作家有24人（33部作品）、臺灣作家13人（15部作品）、香港作家6人（10部作品）、馬華作家1人（1部作品）、旅外華人作家2人（3部作品）。
- 獲得首獎的中國大陸作家有5人（5部作品）、香港作家2人（2部作品）、臺灣作家3人（3部作品）。
- 最年輕的入圍作家是韓麗珠（32歲），最年長的是西西（83歲）。
- 最年輕的首獎得主是駱以軍（43歲），最年長的是張貴興（64歲）。
- 本獎與中國大陸的茅盾文學獎性質、規則相似，得主多有重複。曾先後獲本獎和茅盾文學獎的中國大陸作家有賈平凹、王安憶、張煒、莫言、劉醒龍、畢飛宇、劉震雲、格非、蘇童、遲子建、徐則臣、阿來、喬葉13人。其中賈平凹、畢飛宇、格非[d]、蘇童、喬葉曾以同一部小說先後獲得兩獎。